# Le Theil (Allier)
Le Theil település Franciaországban, Allier megyében. Lakosainak száma 388 fő (2022. január 1.). Le Theil Deux-Chaises, Fleuriel, Laféline, Treban, Tronget és Voussac községekkel határos.

## Népesség
A település népességének változása:
| Lakosok száma | 679  | 503  | 456  | 393  | 407  | 409  | 404  | 391  | 389  | 388  |
|               | 1968 | 1982 | 1990 | 2006 | 2013 | 2015 | 2017 | 2019 | 2020 | 2022 |